# HD215038
HD215038 — хімічно пекулярна зоря спектрального класу B9, що має видиму зоряну величину в смузі V приблизно  8,2.
Вона  розташована на відстані близько 865,1 світлових років від Сонця.

## Фізичні характеристики
Телескоп Гіппаркос зареєстрував фотометричну змінність  даної зорі з періодом    2,04 доби в межах від  Hmin= 8,20 до  Hmax= 8,11.

## Пекулярний хімічний склад
Зоряна атмосфера HD215038 має підвищений вміст 
Si
.